# Sopotnice
Sopotnice település Csehországban, az Ústí nad Orlicí-i járásban. Sopotnice Polom, Potštejn, České Libchavy, Hejnice, Záchlumí, Velká Skrovnice és Česká Rybná településekkel határos. Lakosainak száma 968 fő (2024. január 1.).

## Népesség
A település lakosságának változását az alábbi diagram mutatja:
| Lakosok száma | 1303 | 1443 | 1462 | 1087 | 1038 | 922  | 932  | 925  | 864  | 968  |
|               | 1869 | 1900 | 1921 | 1961 | 1980 | 2011 | 2016 | 2019 | 2021 | 2024 |